# Diocesi di Pyay
La diocesi di Pyay (in latino Dioecesis Pyayensis) è una sede della Chiesa cattolica in Birmania suffraganea dell'arcidiocesi di Yangon. Nel 2023 contava 27.580 battezzati su 7.530.000 abitanti. È retta dal vescovo Peter Tin Wai.

## Territorio
La diocesi comprende per intero lo stato Rakhine, e parti dello stato Chin, della regione di Bago e della regione di Magway.
Sede vescovile è la città di Pyay (chiamata anche Prome), dove si trova la cattedrale di San Paolo.
Il territorio è suddiviso in 22 parrocchie.

## Storia
La prefettura apostolica di Akyab (l'odierna Sittwe) fu eretta il 9 luglio 1940 con la bolla Quo dominicus di papa Pio XII, ricavandone il territorio dalla diocesi di Chittagong (oggi arcidiocesi di Chattogram).
Il 19 settembre 1957 assunse il nome di prefettura apostolica di Prome.
Il 21 febbraio 1961 la prefettura apostolica fu elevata a diocesi con la bolla Cum in iis di papa Giovanni XXIII.
L'8 ottobre 1991 la diocesi ha assunto il nome attuale in forza del decreto Apostolicis della Congregazione per l'evangelizzazione dei popoli.

## Cronotassi dei vescovi
Si omettono i periodi di sede vacante non superiori ai 2 anni o non storicamente accertati.
- Thomas Albert Newman, M.S. † (12 luglio 1940 - 2 ottobre 1975 dimesso)
- Joseph Devellerez Thaung Shwe † (2 ottobre 1975 - 3 dicembre 2010 ritirato)
- Alexander Pyone Cho (3 dicembre 2010 - 3 dicembre 2024 ritirato)
- Peter Tin Wai, dal 3 dicembre 2024

## Statistiche
La diocesi nel 2023 su una popolazione di 7.530.000 persone contava 27.580 battezzati, corrispondenti allo 0,4% del totale.
| anno | popolazione | popolazione | popolazione | presbiteri | presbiteri | presbiteri | presbiteri                | diaconi | religiosi | religiosi | parrocchie |
| anno | battezzati  | totale      | %           | numero     | secolari   | regolari   | battezzati per presbitero | diaconi | uomini    | donne     | parrocchie |
| ---- | ----------- | ----------- | ----------- | ---------- | ---------- | ---------- | ------------------------- | ------- | --------- | --------- | ---------- |
| 1950 | 3.319       | 1.200.828   | 0,3         | 13         |            | 13         | 255                       |         |           | 6         | 6          |
| 1970 | 8.990       | 1.750.000   | 0,5         | 9          | 1          | 8          | 998                       |         | 8         | 14        | 4          |
| 1980 | 12.373      | 3.200.000   | 0,4         | 8          | 8          |            | 1.546                     |         | 3         | 45        | 13         |
| 1990 | 17.500      | 5.930.000   | 0,3         | 17         | 17         |            | 1.029                     |         | 4         | 59        | 20         |
| 1999 | 22.200      | 8.378.700   | 0,3         | 22         | 22         |            | 1.009                     |         | 2         | 62        | 20         |
| 2000 | 22.900      | 8.500.000   | 0,3         | 26         | 26         |            | 880                       |         | 2         | 69        | 20         |
| 2001 | 23.300      | 8.700.000   | 0,3         | 26         | 26         |            | 896                       |         | 2         | 72        | 20         |
| 2002 | 23.718      | 8.755.000   | 0,3         | 25         | 25         |            | 948                       |         | 2         | 72        | 20         |
| 2003 | 24.000      | 8.880.000   | 0,3         | 25         | 25         |            | 960                       |         | 2         | 74        | 20         |
| 2004 | 24.300      | 9.028.000   | 0,3         | 25         | 25         |            | 972                       |         | 2         | 74        | 20         |
| 2010 | 25.000      | 9.425.000   | 0,3         | 31         | 31         |            | 806                       |         |           | 69        | 20         |
| 2013 | 25.770      | 9.793.000   | 0,3         | 40         | 39         | 1          | 644                       |         | 5         | 72        | 20         |
| 2016 | 26.100      | 7.000.000   | 0,4         | 43         | 42         | 1          | 606                       |         | 4         | 76        | 21         |
| 2019 | 27.032      | 7.181.800   | 0,4         | 38         | 38         |            | 711                       |         | 2         | 85        | 22         |
| 2021 | 26.842      | 7.309.130   | 0,4         | 43         | 43         |            | 624                       |         |           | 87        | 22         |
| 2023 | 27.580      | 7.530.000   | 0,4         | 48         | 45         | 3          | 574                       |         | 5         | 91        | 22         |